# Pseudocnus lubricus
Pseudocnus lubricus is een zeekomkommer uit de familie Cucumariidae.
De wetenschappelijke naam van de soort werd in 1901 gepubliceerd door Hubert Lyman Clark.